# Ałasz Daudow
Ałasz Bagijewicz Daudow (ros. Алаш Багиевич Даудов; ur. 11 kwietnia 1956) – radziecki zapaśnik startujący w stylu wolnym.
Srebrny medalista mistrzostw Europy w 1979. Drugi w Pucharze Świata w 1980 roku.
Wicemistrz ZSRR w 1978 roku.